# شهرستان میامی-دید (فلوریدا)
شهرستان میامی-دید، فلوریدا (به انگلیسی: Miami-Dade County) یک منطقهٔ مسکونی در ایالات متحده آمریکا است که در فلوریدا واقع شده‌است.

## خصوصیات
شهرستان میامی-دید ۶٬۲۹۶٫۳ کیلومترمربع مساحت دارد.

## خواهرخوانده
شهرهای ویتوریا، اسپریتو سانتا، وراکروس (وراکروس)، ایکویک، کینگستون، Petit-Goâve، باهاما، سانتو دومینگو، Lamentin، سان خوزه (کاستاریکا)، سنت کیتس و نویس، استان آسته، مندوسا (آرژانتین)، استان موناگاس، پوکایپا، پراگ، سانتا کروس د لا سیرا (بولیوی)، آسونسیون، مالدونادو، اروگوئه و جزایر کیمن خواهرخوانده‌های شهرستان میامی-دید، فلوریدا هستند.